# Sumo sacerdote de Ptá

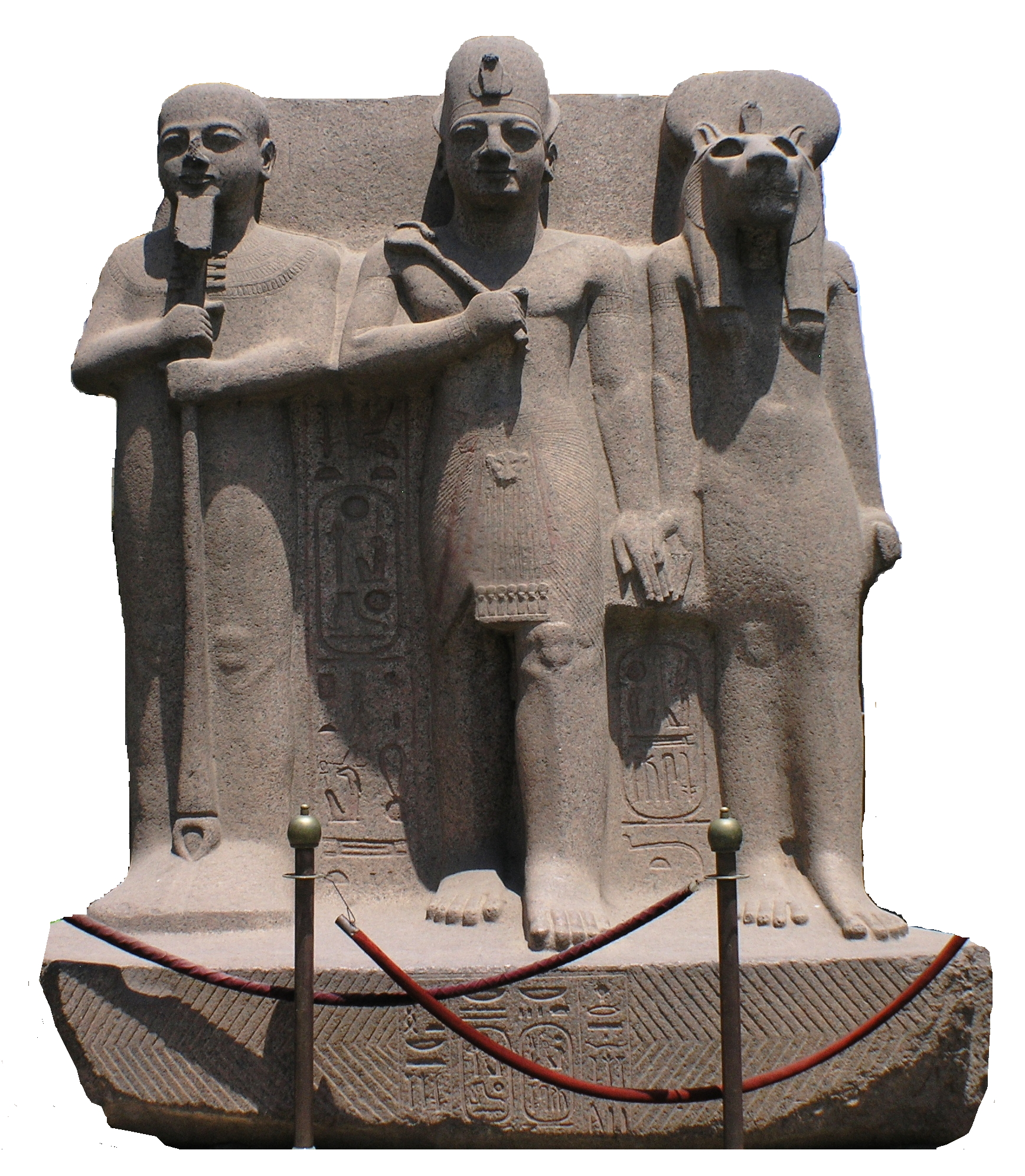
Ramessés II ladeado por Ptá e Sacmis

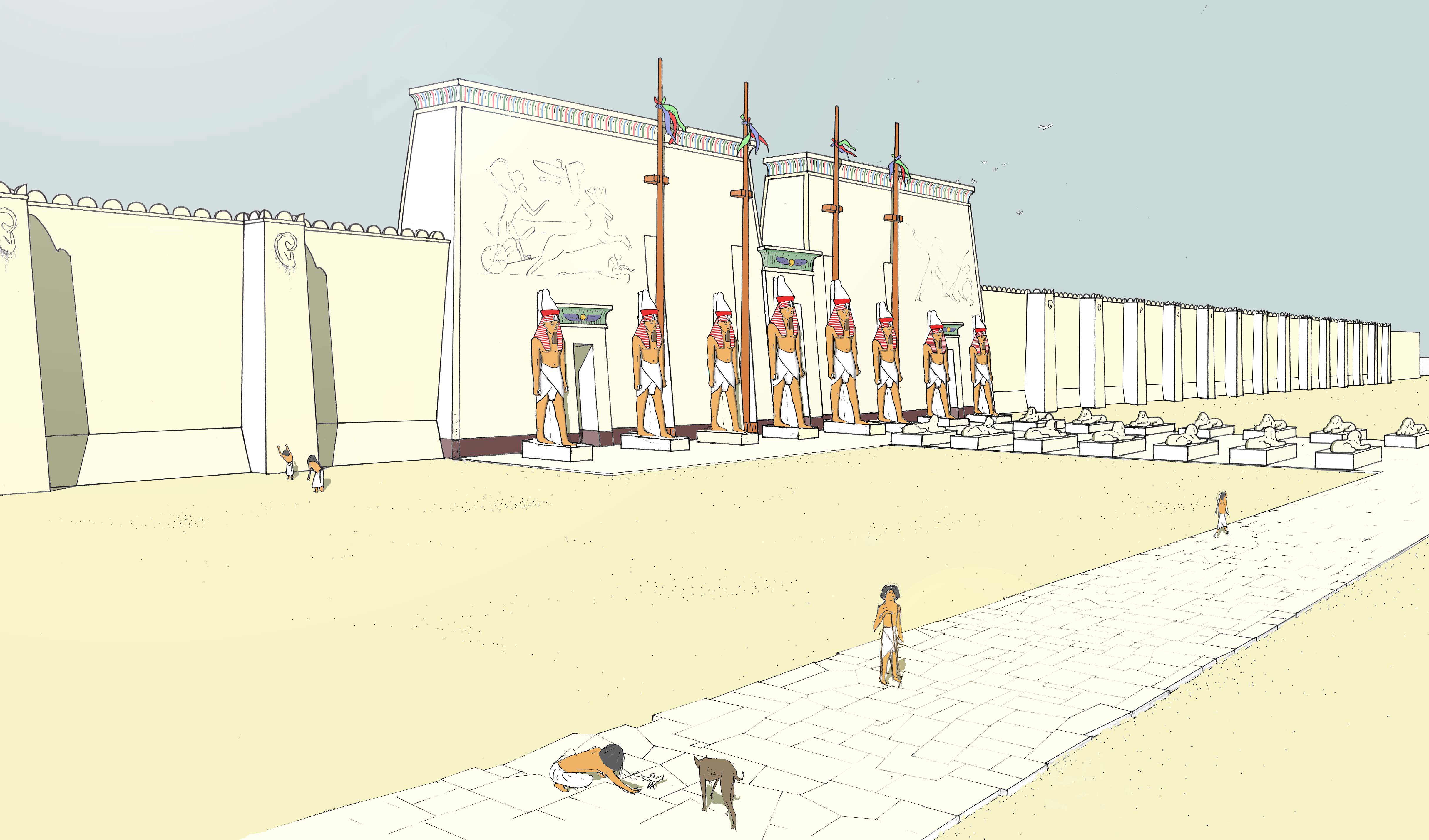
Reconstrução do templo de Ptá em Mênfis durante a XIX dinastia

Sumo sacerdote de Ptá era a autoridade máxima do clero do deus Ptá, ocupando um lugar essencial na administração do Antigo Egito. Foi por vezes referido como "o Maior dos Mestres do Artesanato" (wr-ḫrp-ḥmwt), um título que refere-se a Ptá como o deus patrono dos artesãos. O posto desse líder religioso ficava em Mênfis, no Baixo Egito. O templo de Ptá em Mênfis foi dedicado ao deus artesão, sua consorte Sacmis e seu filho Nefertum.

## História
Os sumos sacerdotes de Ptá são mencionados em inscrições que datam pelo menos da IV dinastia. No túmulo do nobre Debhen, por exemplo, há a descrição de uma visita do faraó Miquerinos ao canteiro de obras de sua pirâmide "Divino é Miquerinos". O faraó é acompanhado por um comandante naval e dois sumos sacerdotes de Ptá.
Costumava haver dois sumos sacerdotes até a VI dinastia. Foi provavelmente durante o reinado de Pepi I que os dois cargos foram unificados. No túmulo de Sabu chamado Thety em Sacará, o proprietário menciona que "Sua Majestade me nomeou como único Sumo Sacerdote de Mênfis. [...] O templo de 'Ptá ao Sul de Sua Parede' em todos os seus lugares estava sob minha responsabilidade, embora nunca tenha havido um único Sumo Sacerdote de Ptá antes."
Um grande complexo de templos que data da época de Ramessés II está localizado no local moderno de Mit Rahina. O Templo de Ptá desta época foi um dos maiores complexos de templos do Egito. Pouco deste complexo foi escavado porque uma grande parte do local fica muito perto da cidade moderna.
Continuou a ser um ofício importante no Reino Ptolemaico, e a família sacerdotal ocupou muitos cargos sacerdotais importantes. Os sumos sacerdotes coroaram alguns dos monarcas ptolemaicos e também serviram como escribas no culto dinástico de Arsínoe II. Eles também tinham conexões familiares com a dinastia, através de Berenice, filha de Ptolemeu VIII, que era casada com um dos sumos sacerdotes.
O posto parece ter desaparecido durante o domínio romano do Egito; é atestado pela última vez em 23 aC.

### Sacerdotesem

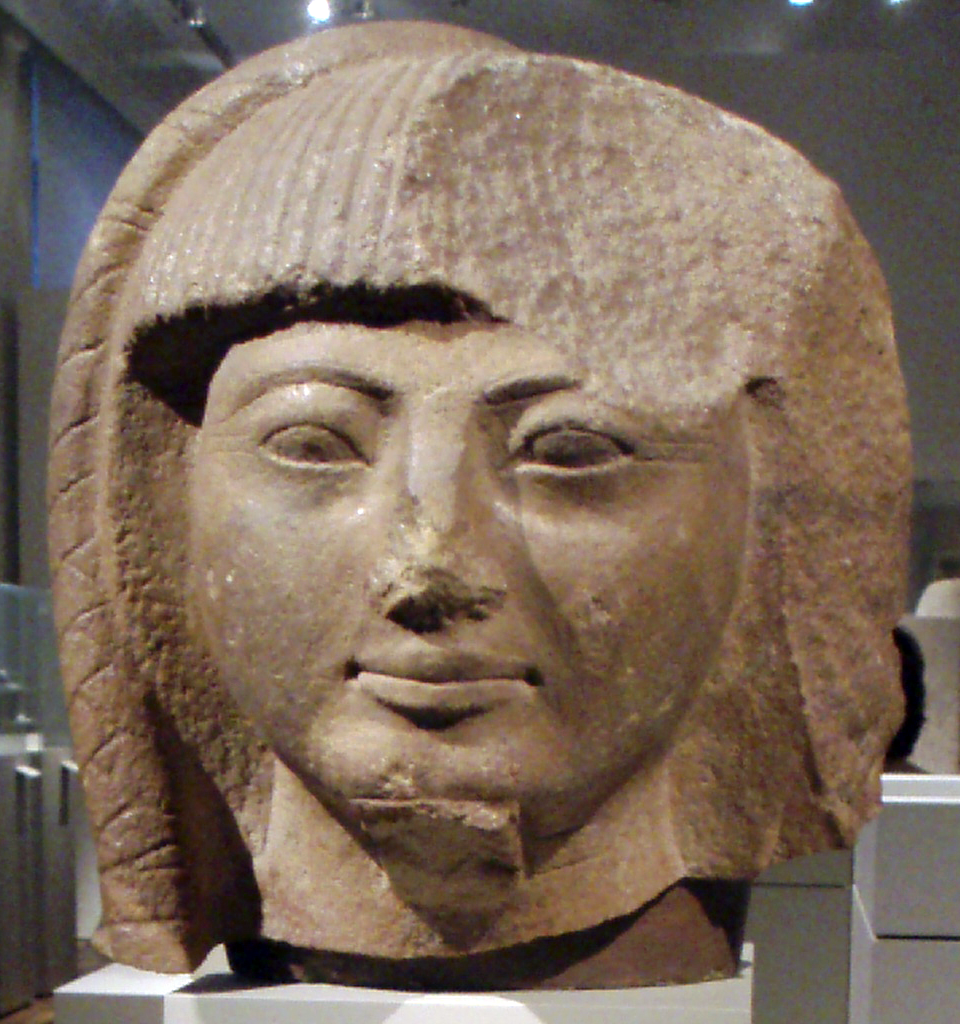
Príncipe Caemuasete com a peruca curta e mecha lateral típica do sacerdote sem de Ptá

Era comum que o sumo sacerdote também tivesse o título de sem de Ptá. O sacerdote sem podia ser reconhecido pelo fato de usar uma peruca curta com uma trança lateral e estava vestido com uma pele de pantera.

## Lista de sumos sacerdotes de Ptá

### Império Antigo
- Ptah-Du-Auu, da IV dinastia
- Ptaxepsés viveu durante os reinados de Miquerinos e Raturés
- Ranefer da V dinastia, reinados de Seberquerés e Userquerés
- Canefer da V dinastia, reinado de Sefrés
- Cuiptá da V dinastia, reinado de Neferircaré
- Ptaxepsés II da V dinastia, reinado de Unas
- Sabu também chamado de Ibebi da V e VI dinastias reinado de Unas e Teti
- Sabu também chamado de Ibebi. Época de Teti, possivelmente para Pepi I (VI dinastia).
- Sabu também chamado de Kem. Época de Teti, possivelmente para Pepi I (VI dinastia).

### Império Médio
- Ptahemheb, da XI dinastia.
- Sehetepebre-anque time of Sesóstris I (Estátua no Museu do Brooklyn, Genealogia de Anquefensequemete Berlin 23673)
- Seneuoserete-Anque na época de Sesóstris I?
- Cacaré-anque na época de Amenemés II, conhecido da Genealogia de Anquefensequemete (Berlin 23673)
- Nebecauré-anque na time of Sesóstris III, conhecido da Genealogia de Anquefensequemete (Berlin 23673)
- Ouaete na época de Sesóstris III
- Nefertem
- Seetepebreanque-nejém na época de Sesóstris III para Amenemés III.
- Nebpu na época de Amenemés III.
- (..)hotepib(rê?) Xeri na época de Amenemés III
- Impy I na época de Amenemés III - Amenemés IV

### Segundo Período Intermédio
- Sergém (Sumo sacerdote de Ptá). Época de Ibi I (XIII dinastia)
- Sobecotepe (Hacu), conhecido de uma estátua e um selo
- Senbui
- Seneber... (nome não totalmente preservado), conhecido de um papiro encontrado em Lahun
- Impi II
- Ptaemate, XV dinastia

### Império Novo

#### XVIII dinastia
- Paemerede. Época de Amenófis I
- Senefer. Época de Amenófis II
- Ptamósis I. Época de Tutemés III
- Ptamósis II. Época de Tutemés IV – Amenófis III?
- Pembenebés. Época de Amenófis III. Só conhecido de uma estela atualmente em Berlim.[7]
- Uermer. Época de Amenófis III. Só conhecido de uma estela atualmente em Berlim.[7]
- Ptamósis, filho de Tutemés. Filho do vizir Tutemés, reinado de Amenófis III.
- Ptamósis, filho de Menqueper. Filho de Menqueper, reino de Amenófis III.
- Thutmose. Filho de Amenófis III e rainha Tí. Época de Amenófis III.[1]
- Paemenejer, filho de Ptamósis. Época de Amenófis III.[8]
- Ptaemate, chamado Ti. Época de Tutancâmon e/ou Aí.
- Meriptá. Final da XVIII dinastia. Possivelmente desde a época de Aí e Horemebe.

#### XIX dinastia
- Socarensafe. Época de Seti I, conhecido da Genealogia de Anquefensequemete (Berlin 23673)
- Nejeruiotepe. Época de Seti I
- Iri-Iri. Época de Ramessés II
- Hui. Época de Ramessés II
- Paemenejer. Época de Ramessés II
- Didia. Época de Ramessés II
- Caemuasete, filho de Ramessés II e Iseteneferte[1]
- (Pa)Raotepe. Época de Ramessés II
- Neferronpete. Época de Ramessés II
- Hori I. Filho do Príncipe Caemuasete. Tornou-se sumo sacerdote no ano 65/66 do reino de Ramessés II. Continuou a servir sob seu tio Merneptá (Hori pode ter sido sumo sacerdote de c. 1214 - c. 1203 aC).[1]
- Iyri. Época de Seti II
- Naqui

#### XX dinastia
- Ptahemhat. Época de Ramessés III (1186-1155 aC)
- Neferrenpet. Época de Ramessés IX (1129-1111 aC)

### Terceiro Período Intermédio

#### XXI dinastia egípcia
- Ptaemaquete
- Axaquete I c. 1062-1047. Época de Amenemnesu
- Pipi A c. 1047-1027. Época de Psusenés I. Filho de Axaquete A.[9]
- Harsiese  c. 1027-1017. Época de Psusenés I. Filho de Pipi A [9]
- Neterqueperre Meriptá, chamado Pipi II c. 1017-997. Época de Psusenés I, Amenemopé, Osocor, o Velho e Siamom.[9]
- Axaquete II c. 997-982. Filho do sumo sacerdote Pipi II. Pai do Sumo Sacerdote Anquefensequemete.[9]
- Anquefensequemete (A)  c. 982-962. Filho de Axaquete. Datado da época de Siamom.[9]
- Xedesu-nefertum c. 962-942. Fim da XXI dinastia, início da XXI dinastia, incluindo Sisaque I. Xedesu-nefertum era um dos filhos do sumo sacerdote Anquefensequemete.[9]

#### XXII dinastia
- Xoxenque C  c. 920-895. Filho do sumo sacerdote Xedesu-nefertum. Pai do sumo sacerdote Osorcom A. Época do rei Osocor I?  [9]
- Osorcom A c. 895 –870. Época dos reis Osocor I, Taquelote I e Osocor II? Filho de Xoxenque C.[9]
- Xoxenque D c. 870-851. Filho do rei Osorcom II e da rainha Caromama (B). Época do rei Osocor II.[1][9]
- Meremptá (sumo sacerdote de Ptá), c. 851-830. Época de Taquelote II[9]
- Taquelote B c. 830-810. Época de Taquelote II e Sisaque III. Filho de Xoxenque D [1][9]
- Pediesete  c. 810-770. Filho do sumo sacerdote Taquelote B e da princesa Jesbasteperu.[1][9]
- Pefejauauibaste (sacerdote) c. 790-780. Filho do sumo sacerdote Pediesete e Tairi. Época de Sisaque III[9]
- Harsiese II (sacerdote). Filho do sumo sacerdote Pefejauaibaste ou filho de Pediesete c. 780-760. Época de Pami.[1]
- Anquefensequemete (B),  c. 760-740. Época de Sisaque IV, filho de Harsiese.[9]

#### XXV dinastia
- Pedecons?

### Época Baixa
- Pedepepe, temp. Psamético I
- Pefeteuemauibaste

### Reino Ptolemaico
Os sumos sacerdotes de Ptá em Mênfis tornaram-se muito importantes durante o Período Ptolemaico.
- Nesisti-Pedubast, filho de Anemor I eRempete-neferete. Casado com Rempete-neferete e Nefersobeque. As crianças incluíam Pedubaste, Consiu, Amenor II, Nefertiti e Neferibré.
- Pedubaste I (sumo sacerdote), filho de Nesisti-Pedubaste e Nefersobeque.
- Amenor II, filho de Nesisti-Pedubaste e Nefersobeque. Casou com Heranque. As crianças incluem Jedor, Horemaqueete e possivelmente Horemotepe.
- Jedor, filho de Amenhor II e Heranque.
- Horemaquete (223 BCE), filho de Amenor II e Heranque.
- Nesisti (c. 190 BCE), filho de Horemaquete e Nefertiti. Sucedeu Horemaquete como sumo sacerdote de Mênfis provavelmente entre 194/3 e 180
- Pedubaste II (sacerdote), filho de Paxeriemptá e Taimotepe. Neto de Horemaquete e Nefertiti.
- Paxeriemptá II, filho de Pedubaste II
- Pedubaste III (sumo sacerdote) (103 BCE), filho de Paxeriemptá II e Berenice (provavelmente filha de Ptolemeu VIII)
- Paxeriemptá III (76 BCE), filho de Pedubaste III e Heranque-beluje
- Imotepe-Pedubaste (39 BCE), filho de Paxeriemptá III e Taimotepe
- Pserenamom I (30 BCE), cunhado de Paxeriemptá III. Filho de Ca-hapi e Heranque
- Pserenamom II (27 BCE), filho de Pserenamom I e Taneferer.